# Otidea
Otidea (Christian Hendrik Persoon, 1822 ex Hermann Friedrich Bonorden, 1851) este un gen de ciuperci din încrengătura Ascomycota, în ordinul Pezizales și familia Pyronemataceae, cuprind în prezent, conform filogeneticii moleculare moderne, peste 60 specii, în Europa mult mai puține. Este cunoscut în popor în regulă sub denumirea urechiușe. Ciupercile saprofite și inofensive se dezvoltă pe pământ în diverse feluri de pădure. Tip de specie este Otidea onotica.

## Taxonomie

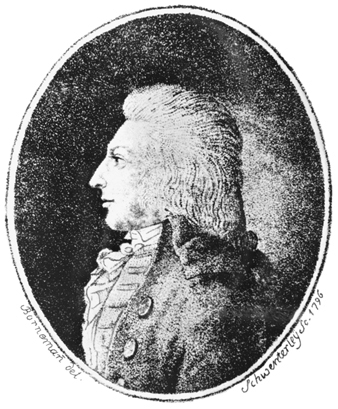
C. H. Persoon

Numele binomial a fost determinat de savantul bur Christian Hendrik Persoon drept Peziza †† Otidea, văzând astfel în genul de astăzi doar o formă al genului Peziza, și publicat în volumul 1 al operei sale Mycologia Europaea din 1822.
Apoi, în 1851, medicul și micologul german Hermann Friedrich Bonorden (1801-1884) a transferat specia la genul Otidea, creat de el însuși, de verificat în lucrarea sa Handbuch der allgemeinen Mykologie, care este numele curent valabil (2020).
Toate celelalte încercări de redenumire sunt acceptate sinonim, nefiind folosite, dar trebuie menționat, că comitetul de nomenclatură Mycobank vede, ca singurul în momentul de față, în denumirea lui Elias Magnus Fries, tot din 1822, anume Peziza sect. Cochleate, noul nume binomial (2020).
Numele generic este derivat din cuvântul de limba greacă veche (greacă veche οὖς=ureche, gen. ώτός,  datorită aspectului.

## Morfologie

### Caracteristici macroscopice

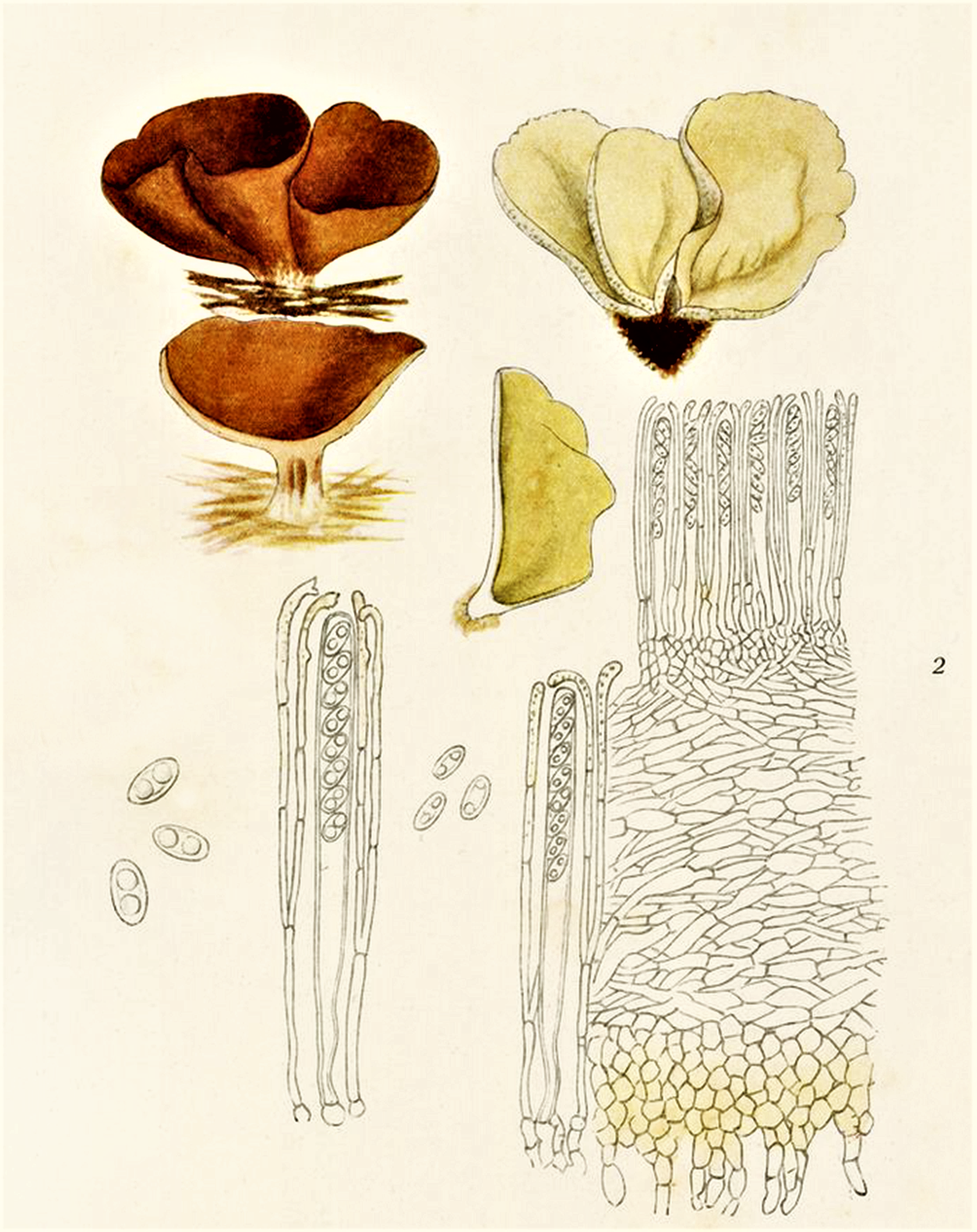
Bres.: O. abietina et O. felina

- Corpul fructifer: speciile genului prezintă corpuri fructifere de dimensiuni medii, sesile, ascuțite, asimetrice, în formă de ureche, alungite unilateral sau incizate și atuci încolăcite la margine, aspectul fiind unic în familia Pyronemataceae. El poate fi neted sau păros pe suprafața exterioară. Himeniul, adică partea fertilă, se află pe suprafața inferioară. Coloritul are mereu de tonuri maronii: de la bej, brun-gălbui, peste ruginiu, maroniu, brun-roșcat, brun de scorțișoară până la brun-negricios, partea exterioară fiind de obicei mai deschisă, dar uneori și de culoarea celei inferioare.
- Piciorul: prezintă uneori un picioruș slab dezvoltat. Toate speciile de Otidea studiate arată un  strat mat și lânos vizibil care acoperă baza apotecii, răspândindu-se și în substrat. Exsudații rășinoase sunt adesea prezente la suprafață, în special pe miceliile care se extind în substrat, apărând adesea ca o ornamentație hifală.
- Carnea: este destul de subțire, poate fi ceva elastică, sau ușor dură și fragilă, având un miros plăcut până imperceptibil și un gust blând.[8][9][10]

### Caracteristici microscopice
Ciupercile genului au spori elipsoidali, netezi sau ornamentați, neamiloizi (nu intră în reacție cu iod), hialini (translucizi), fiecare cu două o picături mari uleioase în centru. Pulberea lor este albă. Ascele, cilindrice, lungi și la bază atenuat pețiolate, conțin câte 8 spori fiecare. Hifele sunt septate, drepte, frecvent ramificate și anastomozate. Rizomorfe nu au fost observate, deși fire subțiri de hifă sunt formate uneori. Parafizele cu pigmenți intracelulari gălbui sau maronii, sunt înguste, îndoite în formă de baston de promenadă și rotunjite în partea de sus, iar în jos bifurcate sau ramificate și septate în celulele marginale, fiind mai înalte decât ascele.

## Speciile genului
În urmare sunt listate cele 64 de specii ale genului acceptate în momentul de față (2020), cele 15 europene fiind marcate cu (E).
| - Otidea adorniae Agnello, M.Carbone & P.Alvarado (2019) - Otidea alba Velen. (1934) (E) - Otidea alutacea (Pers.) Massee (1895) (E) - Otidea angusta Harmaja (2009) - Otidea apophysata (Cooke & W.Phillips) Sacc. (1889) (E) - Otidea bicolor W.Y.Zhuang & Zhu L.Yang (2010) - Otidea borealis M.Carbone, Olariaga, K.Hansen & Van Vooren (2015) - Otidea brevispora (W.Y.Zhuang) Olariaga & K.Hansen (2015) - Otidea brunneoparva (Harmaja) K.Hansen, M.Carbone, Olariaga & Van Vooren (2015) - Otidea bufonia (Pers.) Émile BoudierBoud. (1907) (E) - Otidea caeruleopruinosa Harmaja (2009) - Otidea cantharella (Fr.) Quél. (1886) (E) - Otidea cinerascens Velen. (1947) (E) - Otidea cochleata (L.) Fuckel (1870) sin. Otidea umbrina (Pers.) Bres. (1892) (E) - Otidea crassa W.Y.Zhuang (2006) - Otidea daliensis W.Y.Zhuang & Korf (1989) - Otidea flavidobrunneola Harmaja (2009) - Otidea formicarum Harmaja (1976) - Otidea fuckelii M.Carbone & Van Vooren (2010) - Otidea grandis (Pers.) Rehm (1893) (E) - Otidea hanseniae Pfister, F.Xu & S.X.Wang (2017) - Otidea harperiana Rehm (1904) (E) | - Otidea indivisa Velen. 1934 (E) - Otidea kaushalii (J.Moravec) K.Hansen & Olariaga (2015) - Otidea korfii Pfister, F.Xu & Z.W.Ge (2018) - Otidea kunmingensis W.Y.Zhuang (2008) - Otidea lactea J.Z.Cao & L.Fan (1990) - Otidea leporina (Batsch) Fuckel )1870) (E) - Otidea lilacina R.Heim & L.Remy (1932) (E) - Otidea lobata Rodway (1925) - Otidea microspora (Kanouse) Harmaja (1976) - Otidea minor (Boud.) Olariaga & K.Hansen (2015) - Otidea mirabilis Bolognini & Jamoni (2001) - Otidea myosotis Harmaja (1976) - Otidea nannfeldtii Harmaja (1976) - Otidea ochracea (Fr.) Seaver (1904) (E) - Otidea olivaceobrunnea Harmaja (2009) - Otidea onotica (Pers.) Fuckel (1870) (E) - Otidea oregonensis K.Hansen & Olariaga (2015) - Otidea papillata Harmaja (1976) - Otidea pedunculata Velen. (1934) (E) - Otidea phlebophora (Berk. & Broome) Sacc. (1889) (E) - Otidea platyspora Nannf. (1966) | - Otidea propinquata (P.Karst.) Harmaja (1976) - Otidea pruinosa Ekanayaka, Q.Zhao & K.D.Hyde (2017) - Otidea pseudoformicarum Ekanayaka, Q.Zhao & K.D.Hyde (2017) - Otidea pseudoleporina Olariaga & K.Hansen (2015) - Otidea purpurea (M.Zang) Korf & W.Y.Zhuang (1985) - Otidea purpureogrisea Pfister, F.Xu & Z.W.Ge (2018) - Otidea pusilla Rahm (1958) (E) - '[Otidea rainierensis Kanouse (1950) - Otidea reisneri Velen. (1922) (E) - Otidea saliceticola Cartabia, M.Carbone & P.Alvarado (2017) - Otidea sinensis J.Z.Cao & L.Fan (1990) - Otidea smithii Kanouse (1939) - Otidea stipitata Ekanayaka, Q.Zhao & K.D.Hyde (2017) - Otidea subformicarum Olariaga, Van Vooren, Carbone & K.Hansen (2015) - Otidea subpurpurea W.Y.Zhuang (2008) - Otidea subterranea R.A.Healy & M.E.Smith (2009) - Otidea tasmanica Rodway (1925) - Otidea tianshuiensis J.Z.Cao, L.Fan & B.Liu (1990) - Otidea tuomikoskii Harmaja (1976) - Otidea violacea A.L.Sm. & Ramsb. (1916) - Otidea yunnanensis (B.Liu & J.Z.Cao) W.Y.Zhuang & C.Y.Liu (2006) |

## Speciile genului în imagini (selecție)

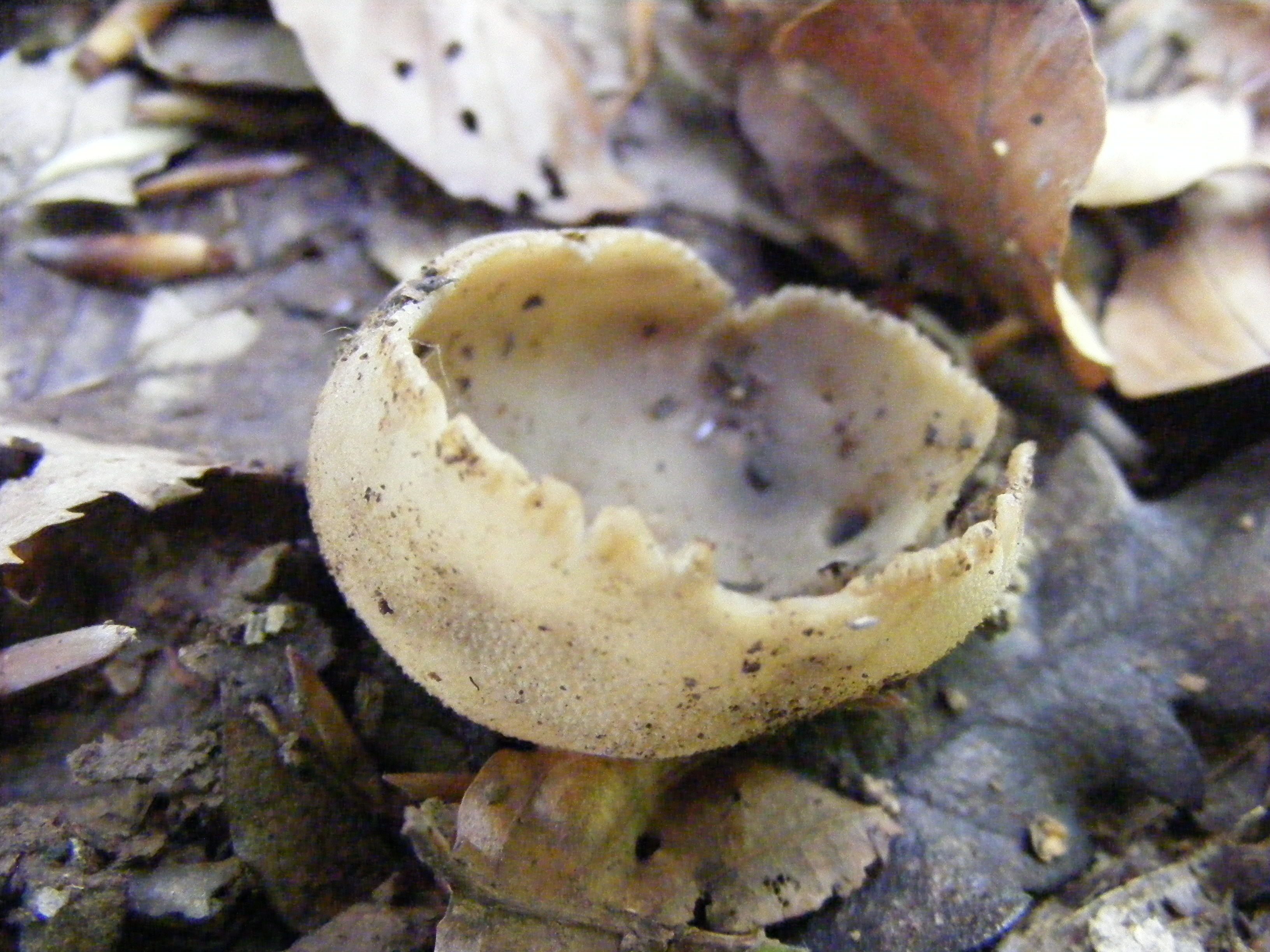
Otidea alutacea
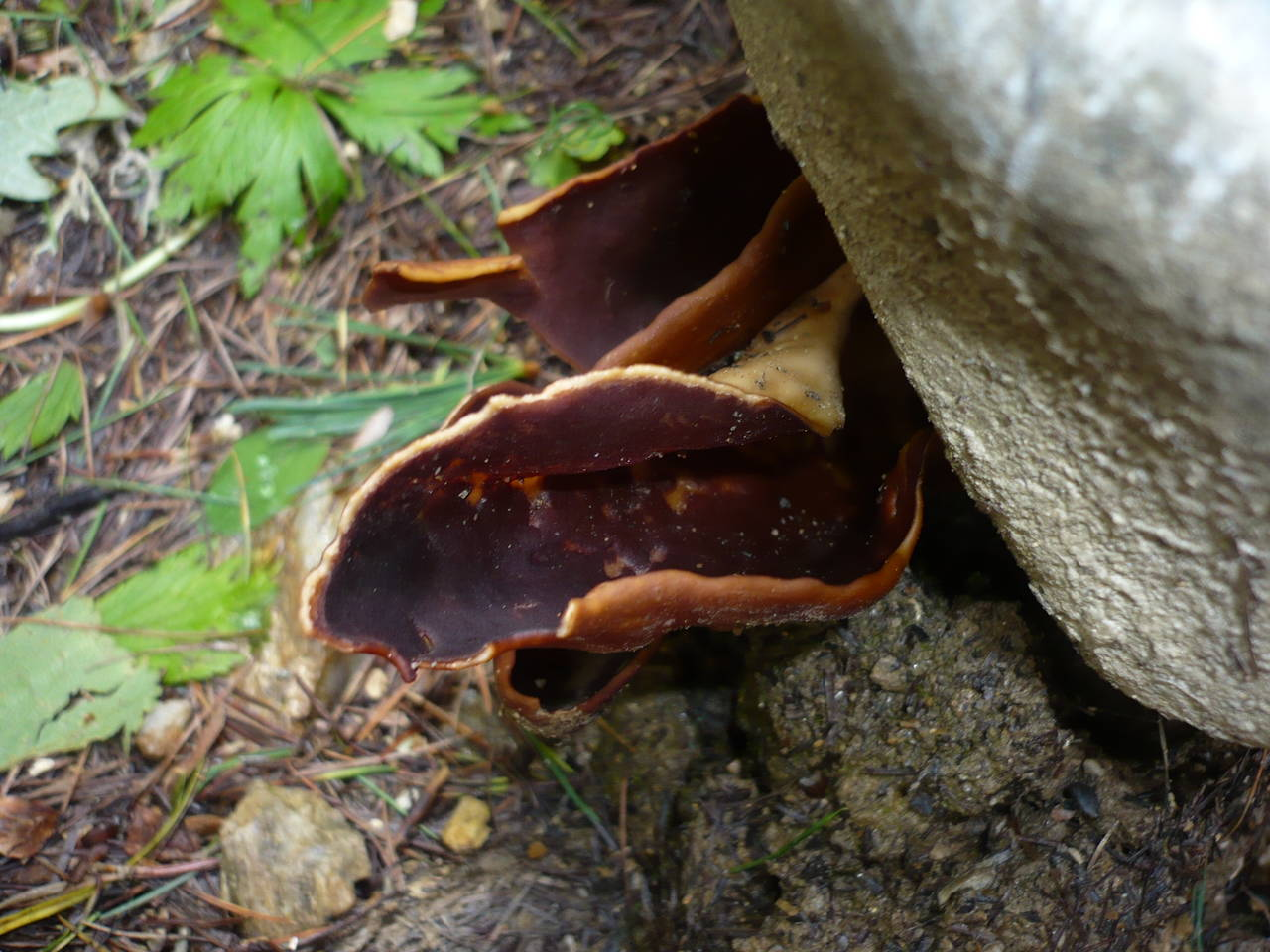
Otidea auricula
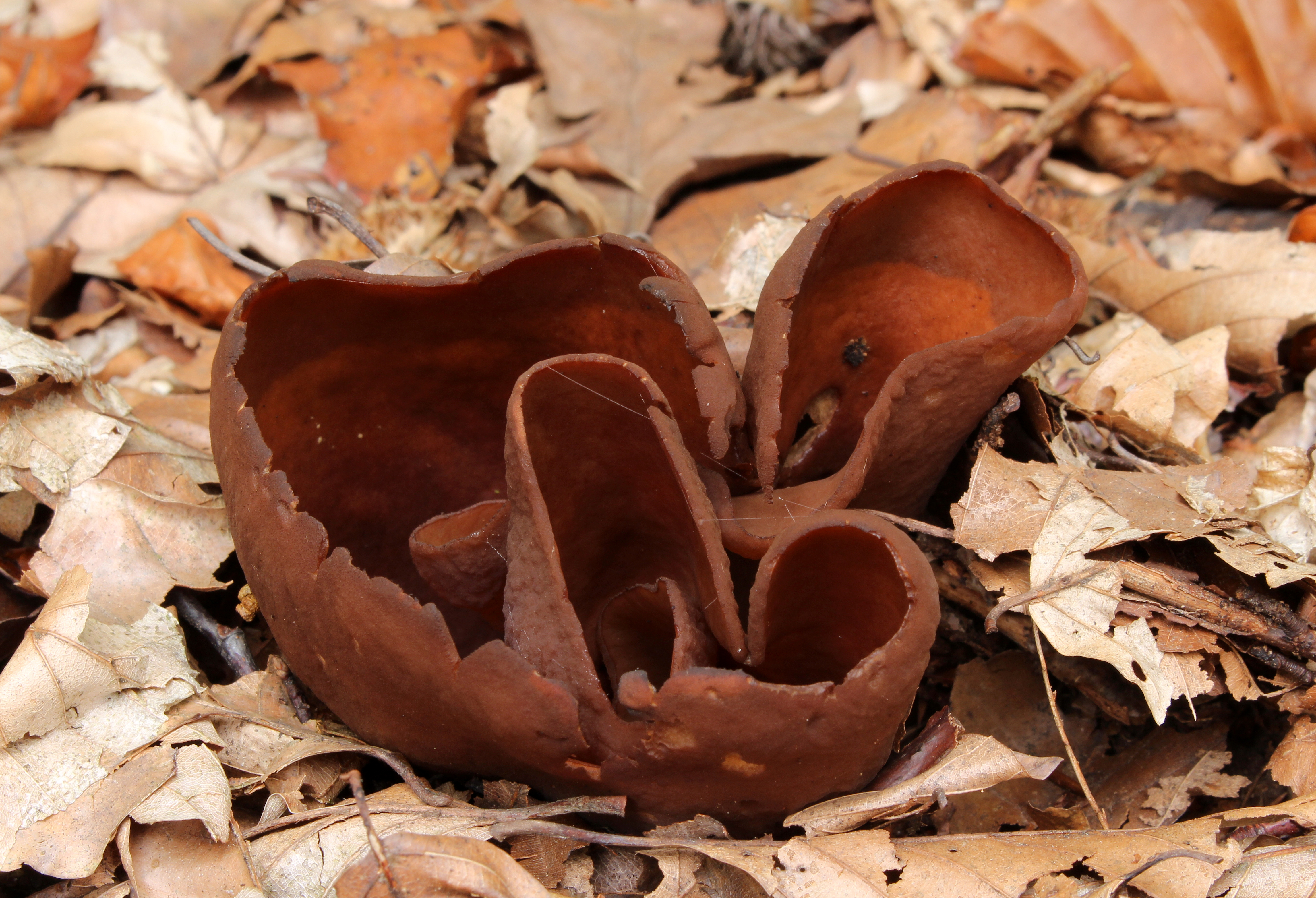
Otidea bufonia
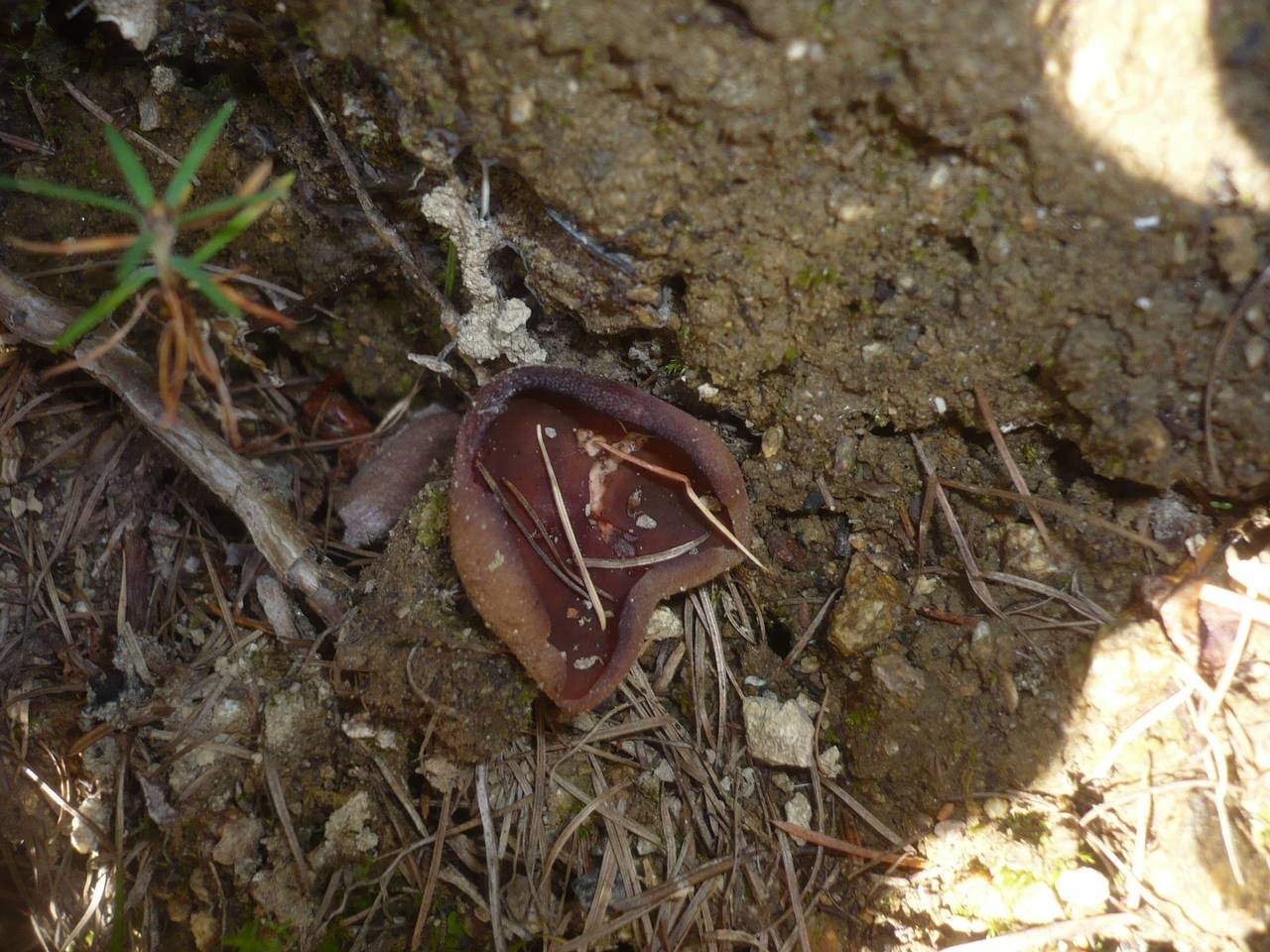
Otidea cochleata sin. Otidea umbrina
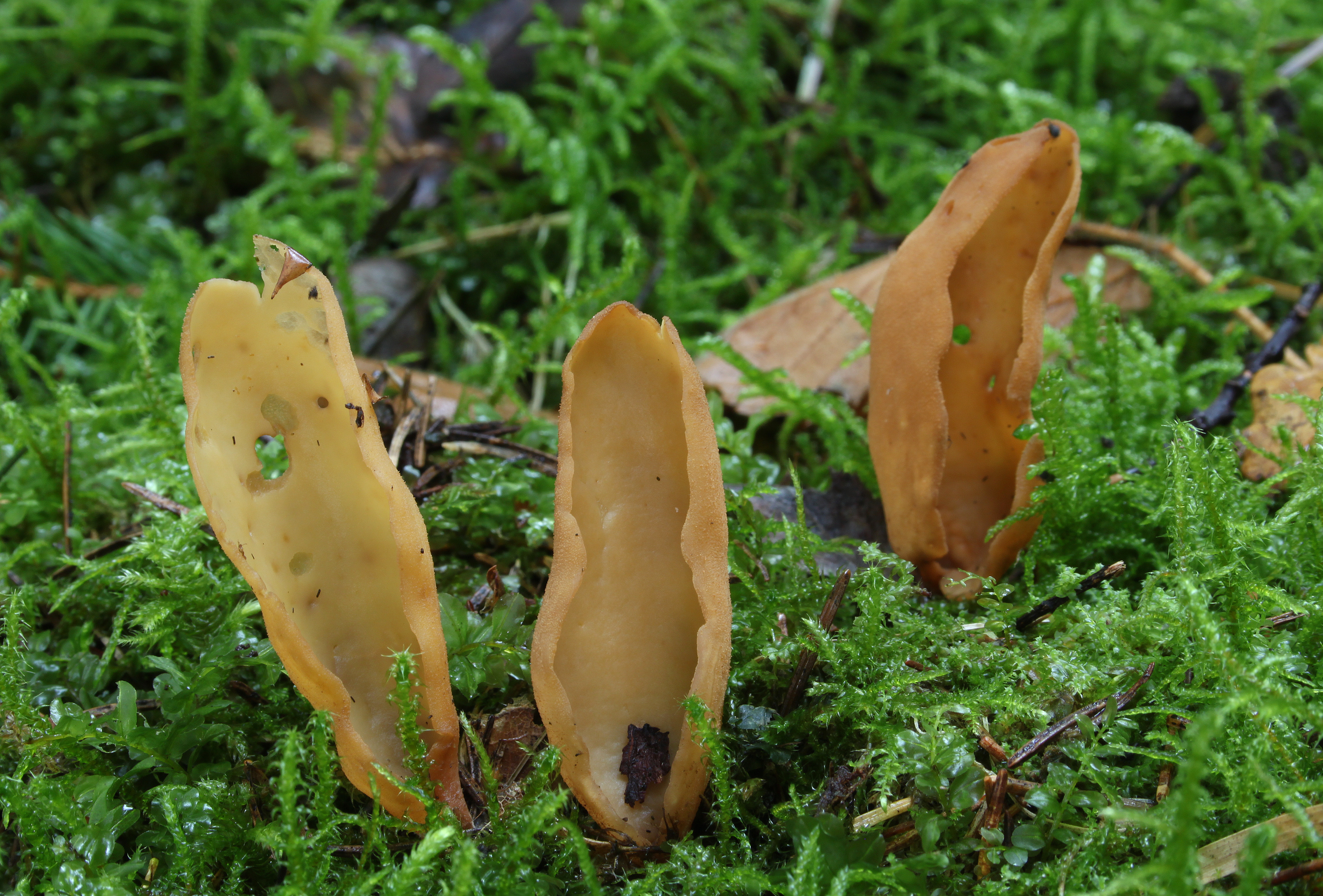
Otidea concinna
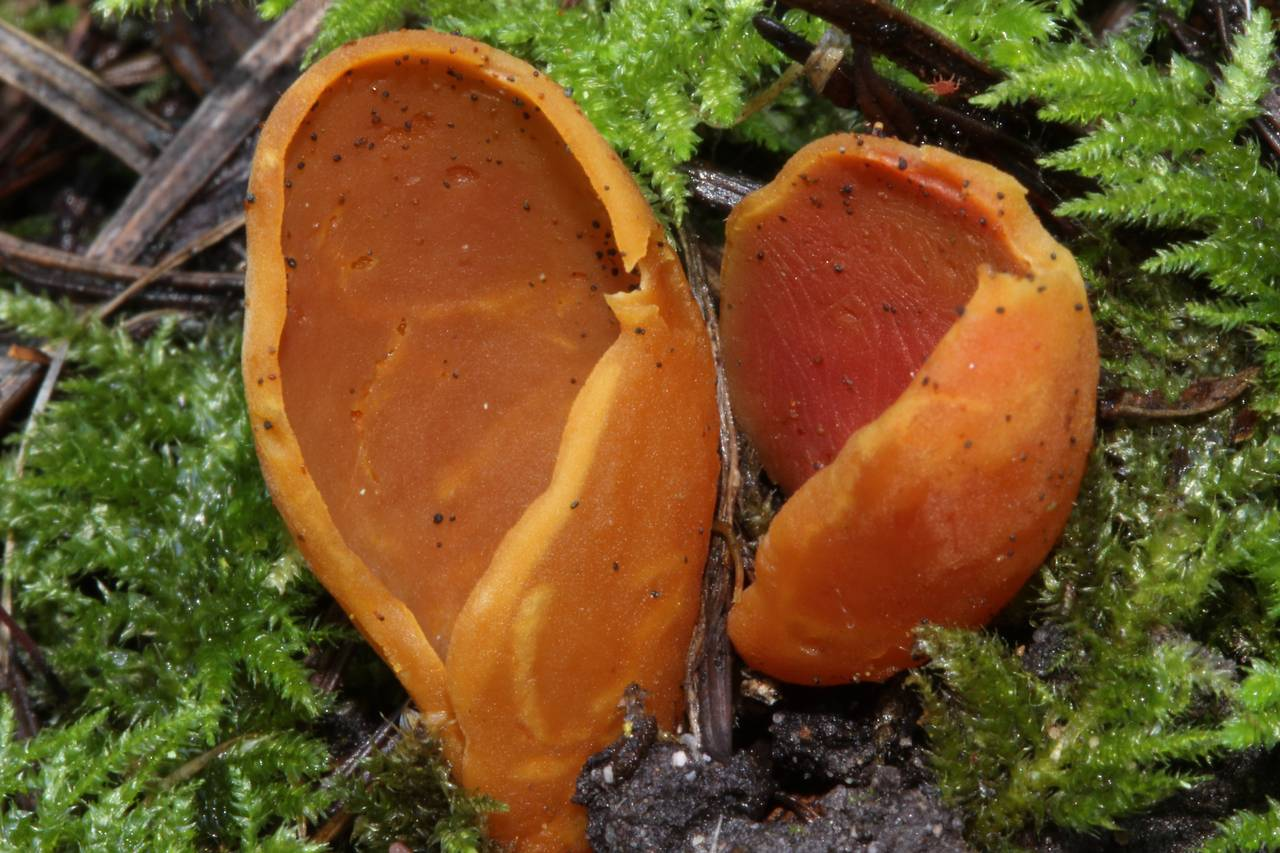
Otidea fuckelii
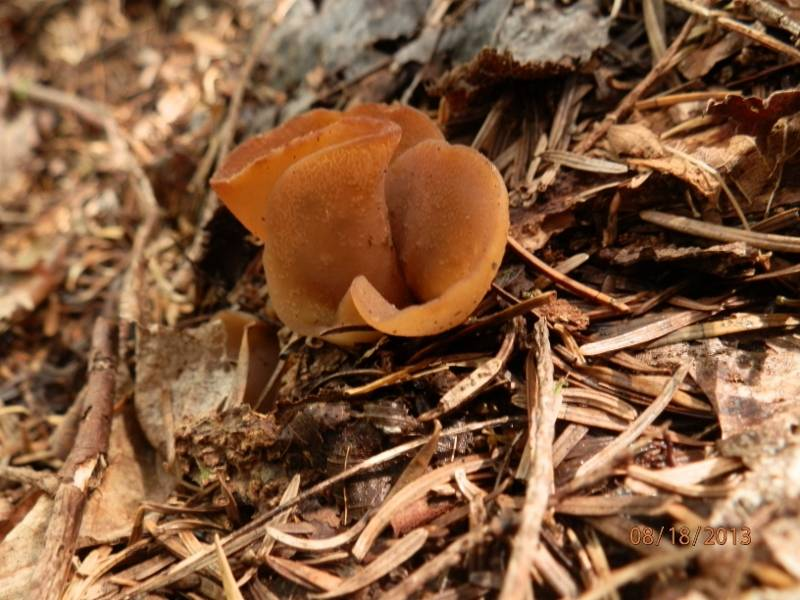
Otidea grandis

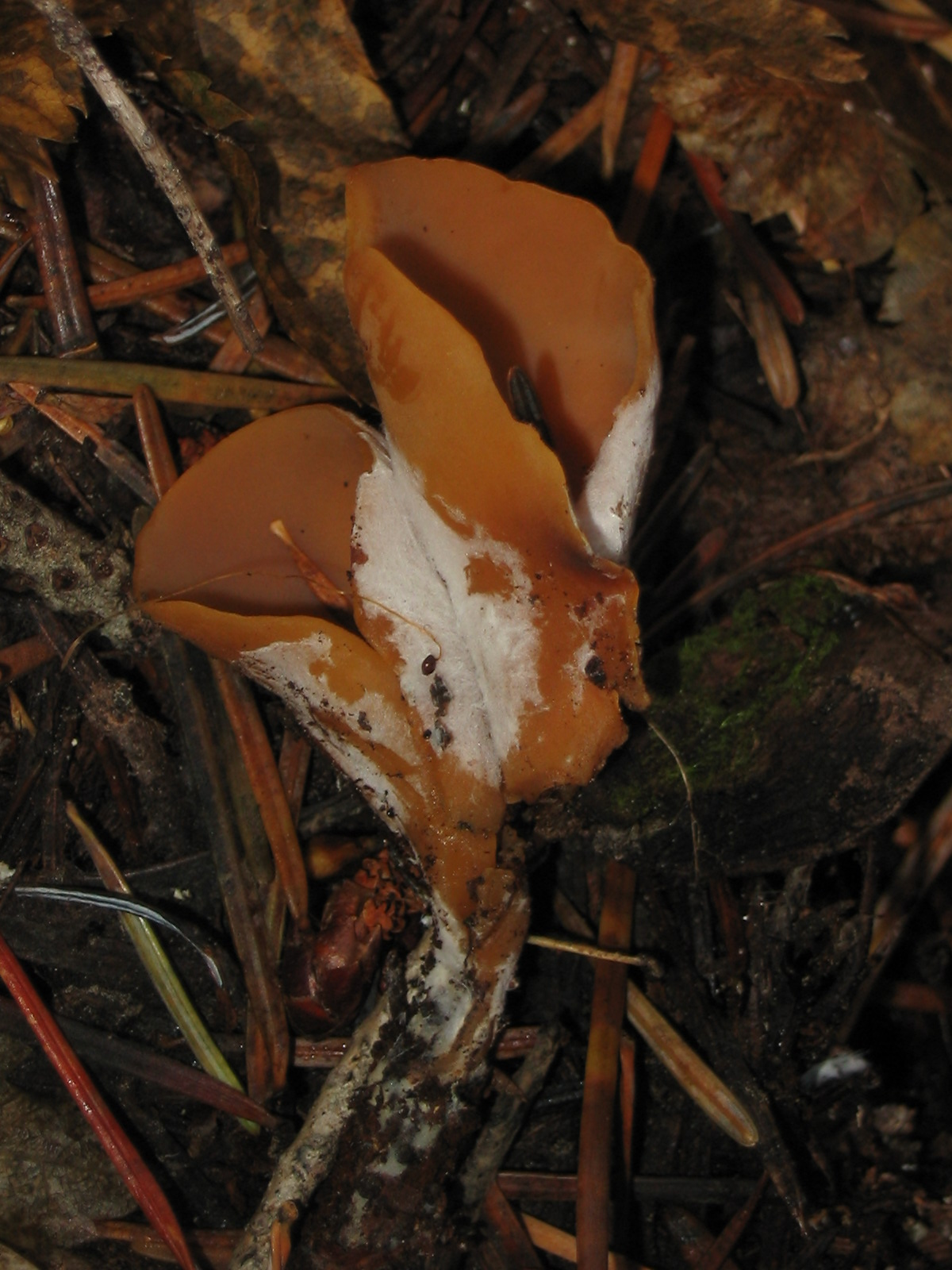
Otidea leporina
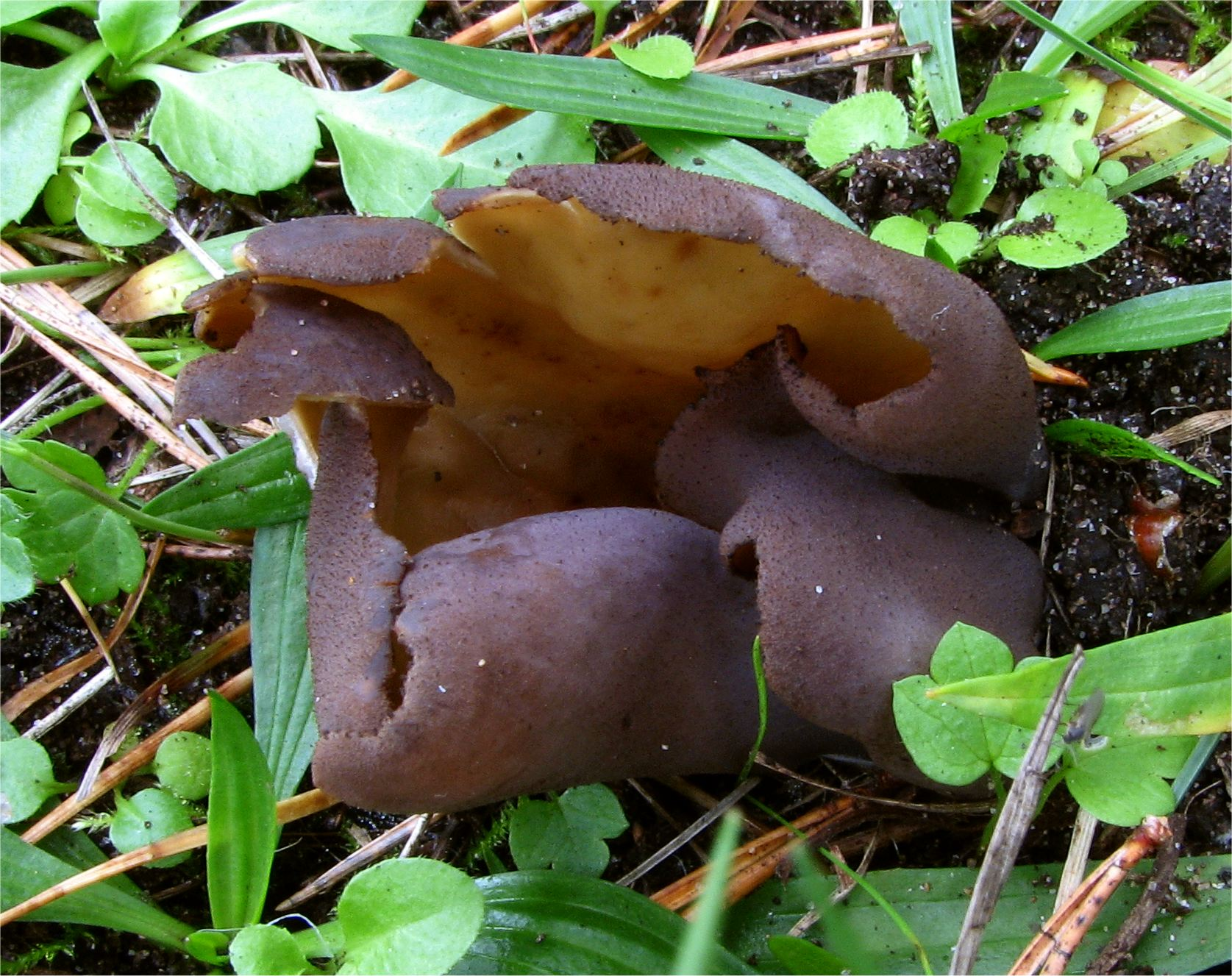
Otidea mirabilis
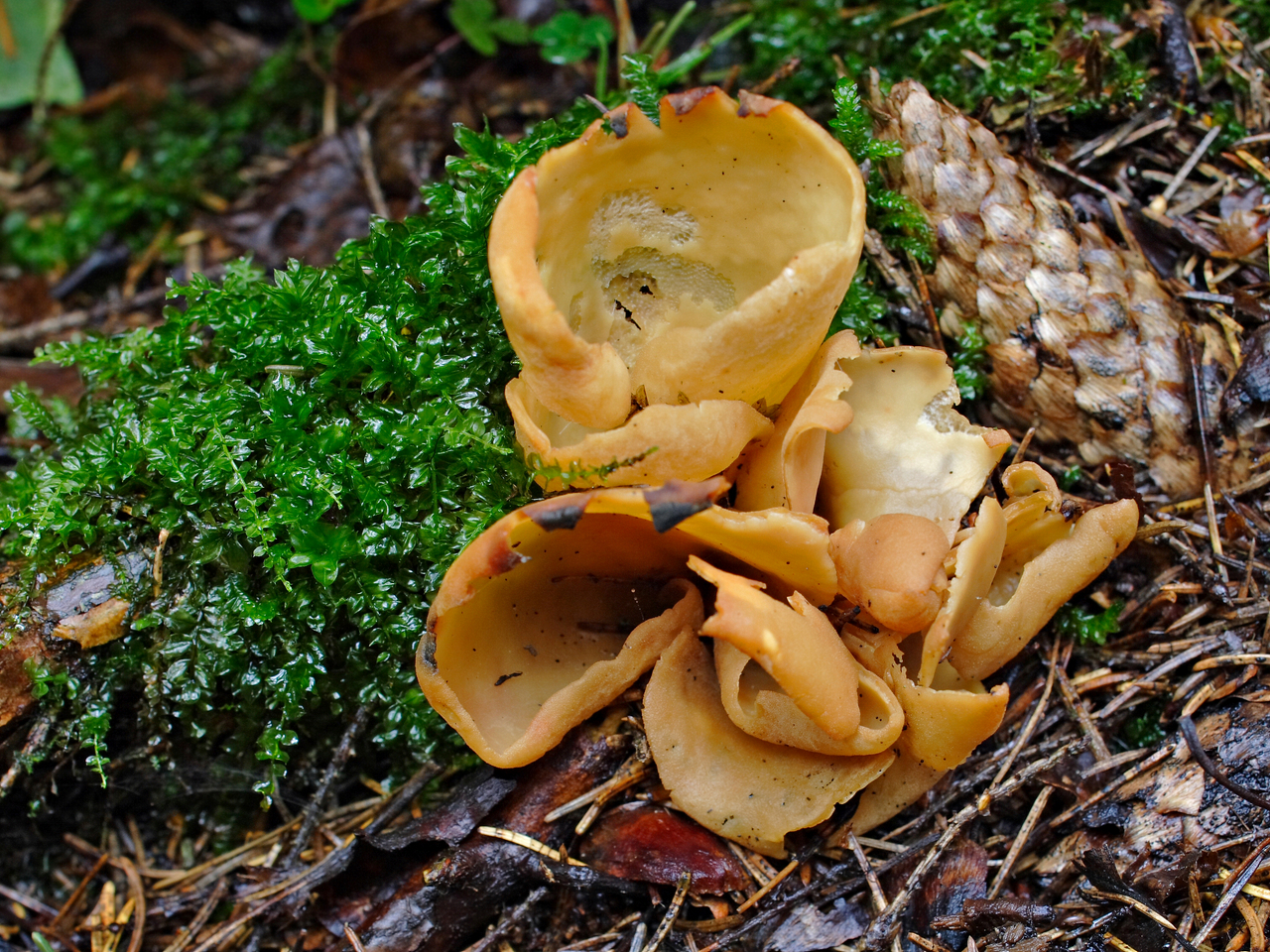
Otidea onotica
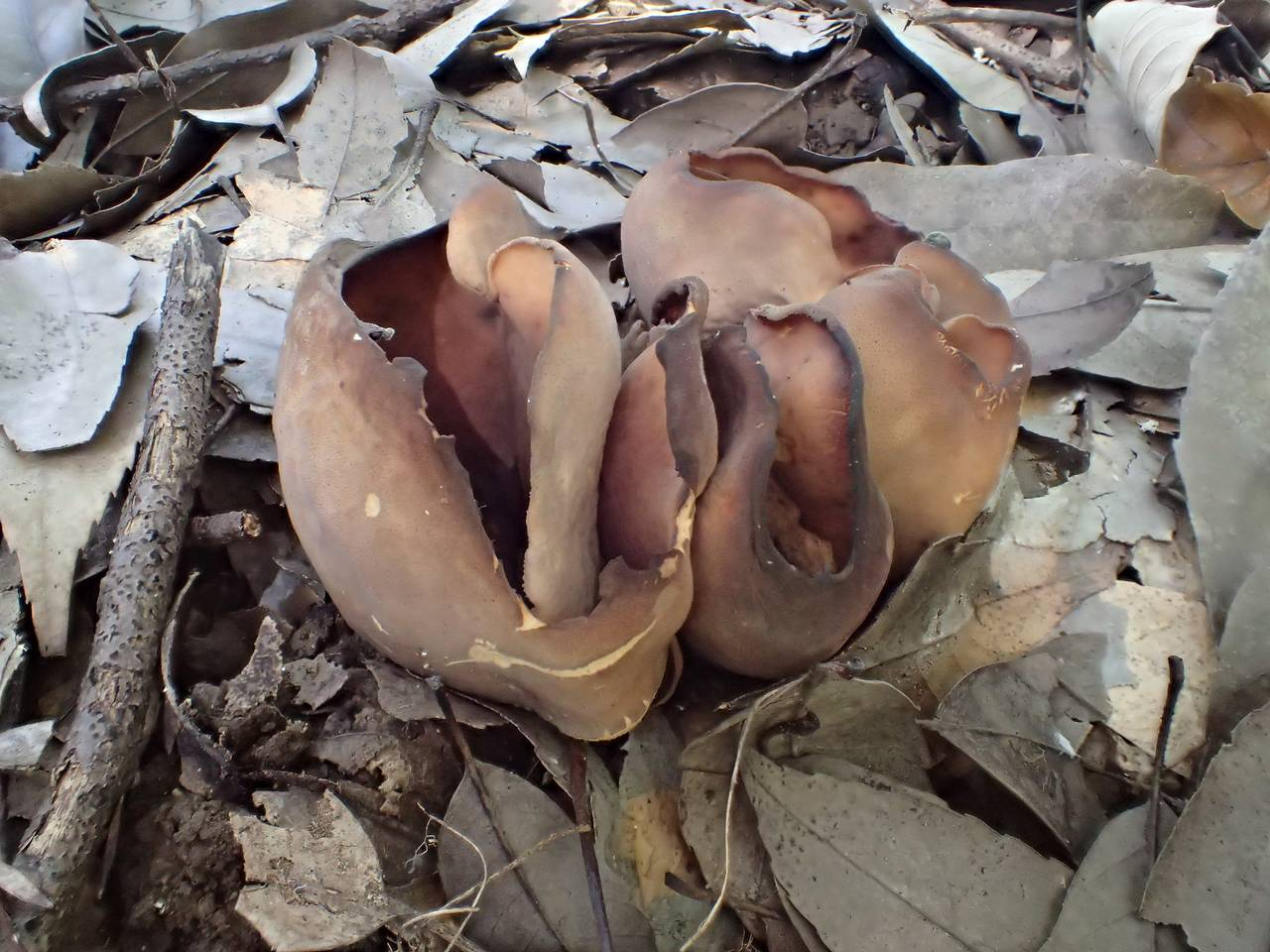
Otidea smithii
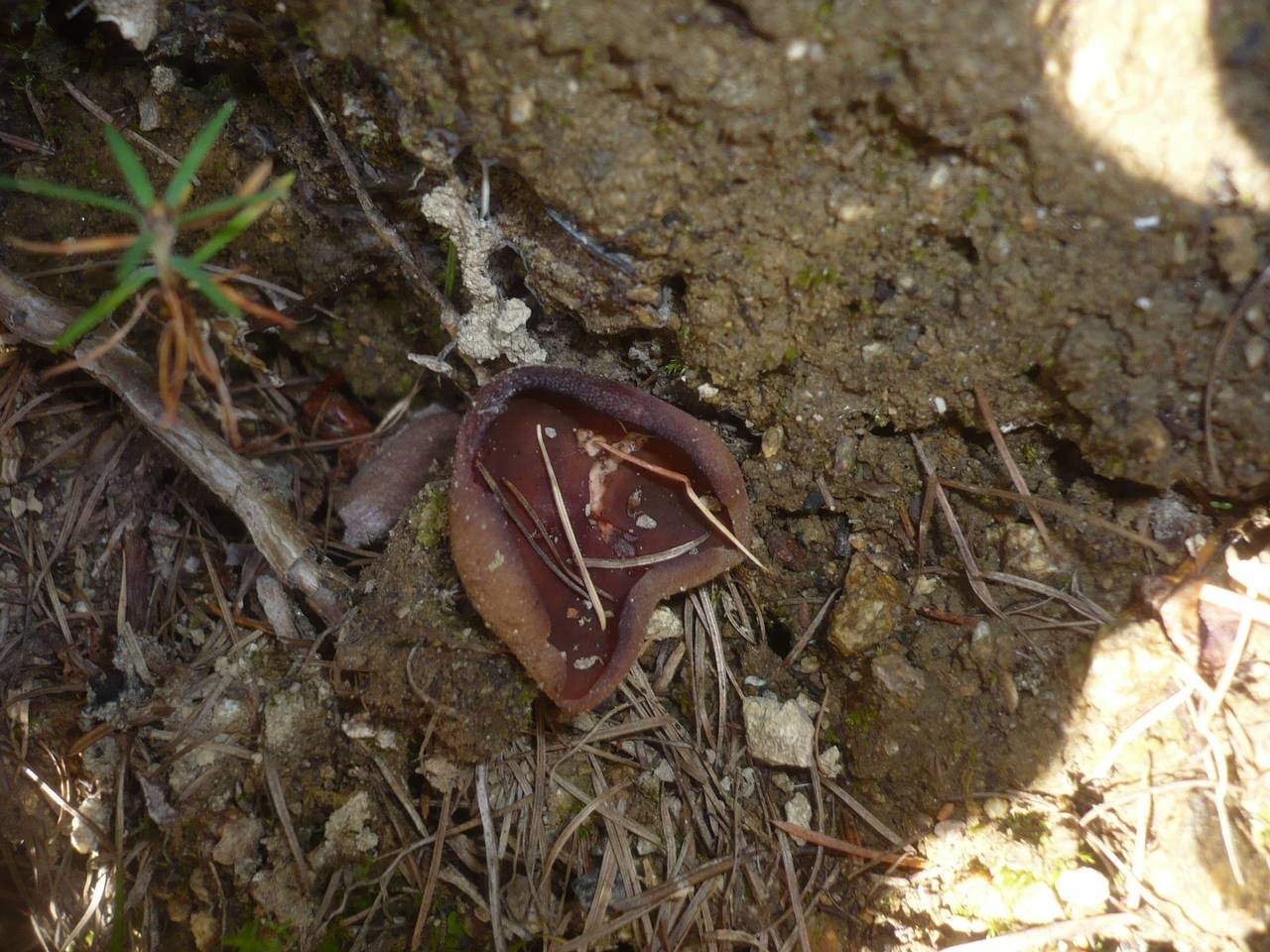
Otidea umbrina